# Gilbert Dufour
Gilbert-Jean-Baptiste, baron Dufour, né le 18 mai 1769, à Chaumont, mort le 10 mars 1842, à Metz), est un administrateur militaire et homme politique français.

## Biographie
Fils de Louis, organiste et sacristain de la collégiale de Chaumont, descendant d'une lignée de laboureurs à Semoutiers et Espilan à Richebourg dans la Haute-Marne et de Marie Thoirey, Gilbert-Jean-Baptiste Dufour naît rue Corgebin (aujourd'hui rue Gilbert-Dufour). Il est baptisé par Mgr de Montmorin de Saint-Hérem, évêque-duc de Langres. Un bénéfice à simple tonsure lui permet de faire d'excellentes études au collège de Chaumont qu'il quittera pour le séminaire de Langres qu'il abandonne au début de la Révolution française pour rejoindre à Bar-le-Duc la maison de commerce de son oncle Henri Gand, dont l'une des filles épousa Pierre-Nicolas-Joseph de Bourguet de Travanet
Lieutenant des grenadiers de la garde nationale de Bar-le-Duc en 1791, il est élu le 8 septembre 1793 chef de bataillon des volontaires de Bar.  Chef du 7e bataillon à l'armée des Ardennes  il est grièvement blessé devant Bouillon le 30 floréal II (19 mai 1794) et devient adjoint à l'État-major, puis commissaire des guerres. Nommé commissaire des guerres de la garde impériale le 8 septembre 1805, il y devient commissaire ordonnateur le 1er mai 1806 et fait toutes les campagnes de l'Empire avec la Garde (Autriche, Prusse, Pologne, Espagne, Allemagne, Russie, Saxe, France).
Créé baron de l'Empire à Bautzen le 16 août 1813 et fait chevalier de l'Ordre de la Réunion le 28 novembre, il avait reçu une donation de 4 000 francs de revenu sur le domaine de Hanovre en 1810.  La première Restauration  l'admet dans la maison militaire du roi et, à la Saint-Louis il reçoit la croix de chevalier de l'Ordre de Saint-Louis. Reprenant du service à la Garde impériale pendant les Cent-Jours, il est maintenu dans ses fonctions après Waterloo et devient intendant militaire de la IIIe région militaire à Metz en 1817.
Président du Conseil général de la Moselle de 1833 à 1841 et maire de Metz de 1839 à 1842, il est élevé à la dignité de pair de France le 25 décembre 1841.
Gilbert Dufour épouse à Bar-le-Duc, le 25 novembre 1797, sa cousine, Catherine Reine Robert (1779-1835), petite-fille d'Antoine, seigneur de Jubainville et de l'Aigle, frère de sa grand-mère Thoirey. En sont issus Gustave, 2e baron Dufour (1801-1887) conseiller à la Cour royale de Metz, époux d'Emmeline Jacquinot, grand-père du physicien Alfred Perot ; Adèle (1808-1841), épouse du général Paul-Joseph Ardant ; et Lucile (1812-1831), filleule de Pierre Daru.
Le baron Dufour est enterré au cimetière de l'Est (Metz).

## Publications
- Guerre de Russie 1812, présenté par Jacques Perot, préface de Alix de Foresta SAI la Princesse Napoléon, Atlantica, 2007
- Mémoire sur les moyens d'améliorer la race des chevaux en France, Metz, Dosquet, 1833

## Sources
- « Dufour (Gilbert-Jean-Baptiste, baron) », dans Adolphe Robert et Gaston Cougny, Dictionnaire des parlementaires français, Edgar Bourloton, 1889-1891 [détail de l’édition]
- Robert Decker, "Un bicentenaire "napoléonien" à Chaumont. le Baron Gilbert Dufour, commissaire ordonnateur de la Garde impériale, Pair de France, Maire de Metz (1769-1842)", Les Cahiers Haut-Marnais, no 101, 1970 p. 64-71
- Jacques Perot, "Biographie", in Baron Dufour, Guerre de Russie 1812, Atlantica, 2007 p. 465-481
- Notices d'autorité :   - VIAF
  - ISNI
  - BnF (données)
  - IdRef
  - GND
- Ressource relative à la vie publique :   - base Léonore